# Course de côte de Shelsley Walsh

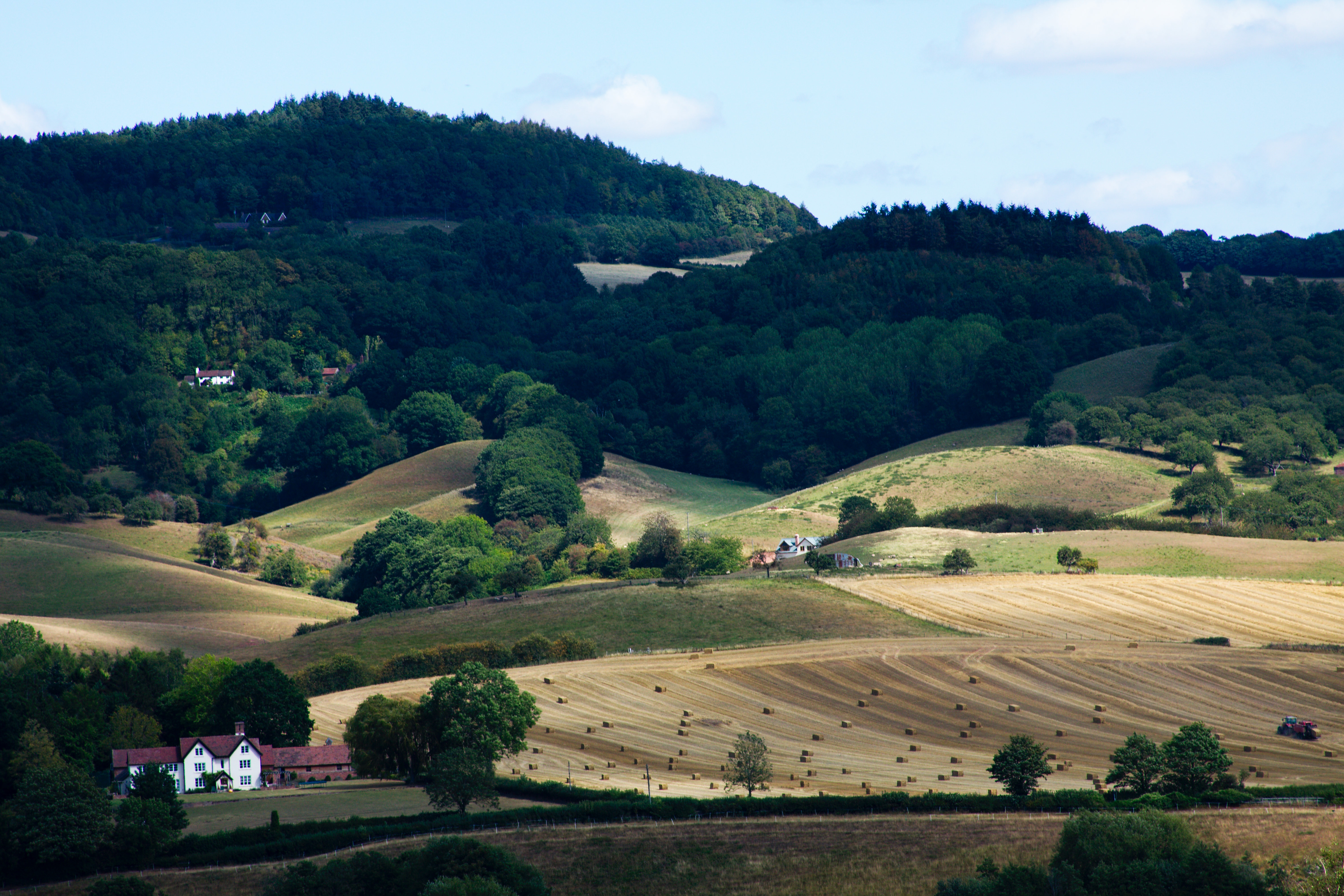
Paysage autour de Shelsley-Walsh (ici Andrewbasterfield).

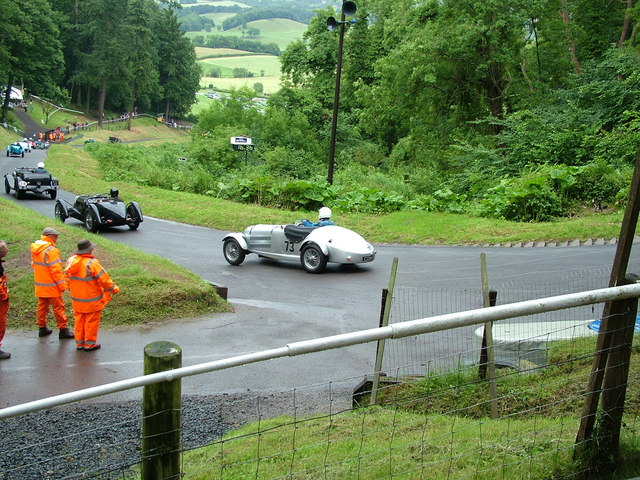
La course vintage (2009)...

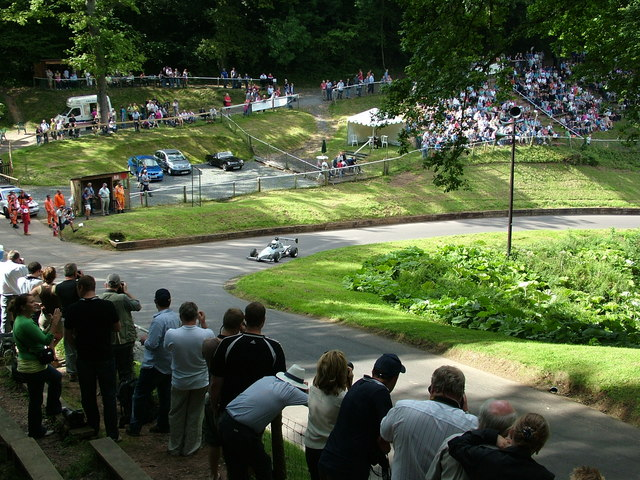
...et la course moderne (2009).

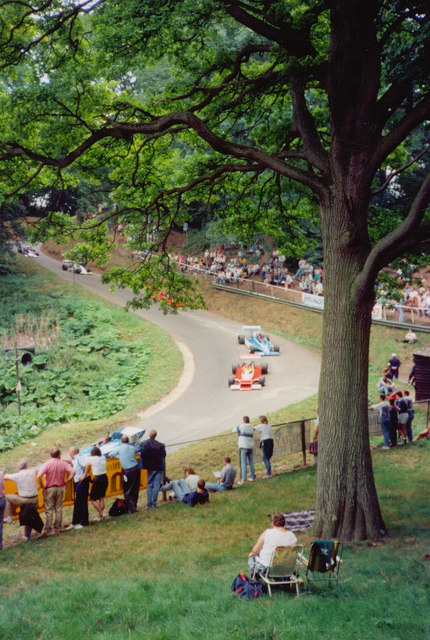
"Descente de la côte" en 1998 (lors des essais).

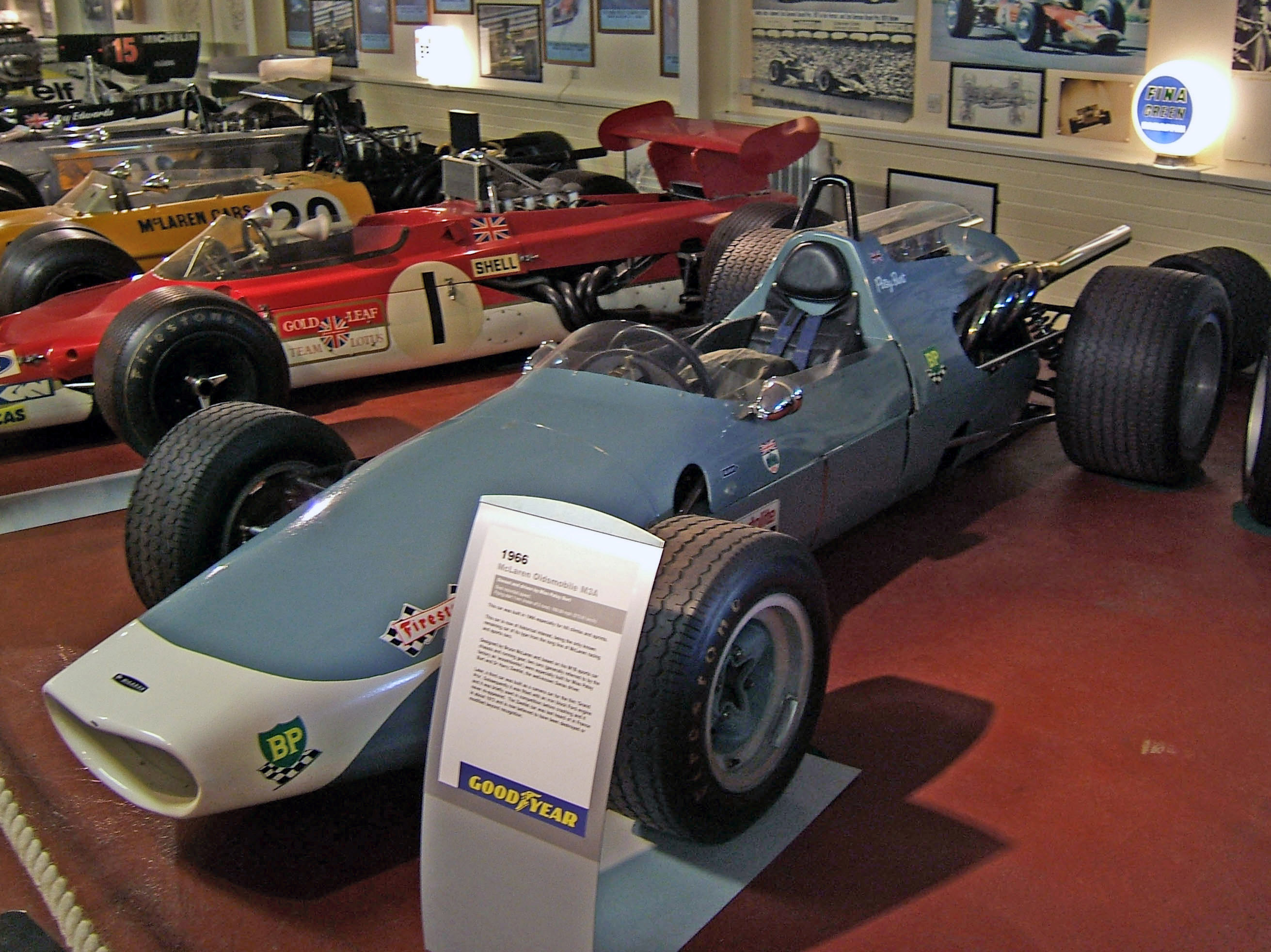
La McLaren-Oldsmobile M3A de Patsy Burt, qui détint le record de l'ascension de 1967 à 1978 (plus longue durée).

La Course de côte de Shelsley Walsh, ou Shelsley Walsh Speed Hill Climb, est une compétition automobile anglaise disputée à Shelsley Walsh (littéralement sur la pente des gallois, petit village du Worcestershire, près du Pays de Galles) depuis 1905 sur un yard (914 mètres) immuable (sauf en 1905). Avec les montées du Mont Washington (1899) et de Sternberg (1905), elle est l'une des épreuves de côte les plus anciennes encore en activité, la seule établie sans discontinuer, périodes de guerre exceptées. Le Midland Automobile Club (le MAC) se charge de son organisation, sur un trajet incliné en moyenne à près de onze pour cent (seize au maximum). Elle est ouverte à des pilotes amateurs et professionnels

## Histoire
Le premier lauréat fut Ernest M.C. Instone, sur Daimler.
Toujours avant le premier conflit mondial, Berliet s'y est imposé en 1907 avec J.E. Hutton, Selwyn Edge en 1908 avec sa Napier, De Dion en 1909 avec C.J. Newey, et Talbot en 1913 avec L. Hands (notablement).
Durant la deuxième moitié des années 1920, Basil Davenport remporte la compétition à 6 reprises consécutives, sur Frazer Nash 1.5L.
La course est intégrée au Championnat d'Europe de la montagne en 1930 (première édition, vainqueur Hans Stuck sur Austro-Daimler ADR 3.6) et 1931 (vainqueur Richard Nash, encore sur Frazer Nash 1.5L.) pour son classement professionnel.
Earl Howe fait gagner Bugatti en 1932, et Whitney Straight avec sa Maserati sort victorieux en 1933 et 1934. La côte présente la particularité depuis 1933 d'offrir une édition au printemps, et une autre en automne. A. F. P. Fane s'impose en 1937.
Raymond Mays l'a remportée à 19 reprises -record absolu- entre 1929 et 1948, deux fois comme amateur (1930 et 1931), neuf fois en version printanière "spring" (1933, 1935, 1936, 1937, 1938, 1939, 1946, 1947 et 1948), et huit autres fois en version automnale "autumn" (1929, 1934, 1935, 1936, 1938, 1946, 1947 et 1948).
Après la guerre, le jeune Stirling Moss gagne en catégorie pour 1948, puis Ken Wharton s'impose à quatre reprises. Tony Marsh a souvent été présent. David Hepworth passe sous la barre des 30 secondes en 1971 -Mike MacDowel s'imposant en 1973-, puis Alister Douglas-Osborn bat huit fois le record entre 1976 et 1983. Richard Brown l'établit en 25 s 34 en 1992, puis l'Écossais Graeme Wight Jr passe sous les 25 s en 2002 (24 s 82). Le triple vainqueur Martin Groves l'a ensuite encore amélioré plusieurs fois.
Elle est l'une des manches traditionnelles du British Hill Climb Championship, ayant nécessité en 2005 la reconduction d'un bail locatif de 99 années supplémentaires, avec réfection du revêtement, le tout possible grâce au  Shelsley Trust.